# Parvicardium pinnulatum
Parvicardium pinnulatum är en musselart som först beskrevs av Timothy Abbott Conrad 1831.  Parvicardium pinnulatum ingår i familjen hjärtmusslor.